# كاسلفينيا 2: بالمونتز ريفينج
كاسلفينيا 2: بالمونتز ريفينج (بالإنجليزية: Castlevania II: Belmont's Revenge)‏ ، هي لعبة فيديو من نوع منصات، أنتجت شركة كونامي سنة 1991م، وهي الجزء الثاني الإضافي لسلسلة كاسلفينيا.

## وصلة خارجية
- The Castlevania Dungeon: Castlevania II: Belmont's Revenge